# Петровский сельский округ (Наро-Фоминский район)
Петровский сельский округ — упразднённая административно-территориальная единица, существовавшая на территории Наро-Фоминского района Московской области в 1994—2006 годах.
Петровский сельсовет был образован в первые годы советской власти. По данным 1918 года он входил в состав Петровской волости Наро-Фоминского уезда Московской губернии.
В 1921 года Петровский с/с был включён в состав Юшковского с/с.
В 1926 году Петровский с/с был восстановлен в составе Петровской волости (которая к тому времени входила в Звенигородский уезд) путём выделения из Юшковского с/с.
В 1927 году из Петровского с/с был выделен Подосинковский с/с.
В 1926 году Петровский с/с включал село Петровское, деревни Подосинки, Селятино и Юшково, а также сельхоз товарищество, разъезд и лесную школу.
В 1929 году Петровский сельсовет вошёл в состав Звенигородского района Московского округа Московской области. При этом к нему были присоединены Алабинский и Бурцевский с/с.
20 мая 1930 года Петровский с/с был передан в Наро-Фоминский район. В тот момент в сельсовет входили селения Алабино, Бурцево, Петровское, Селятино и Юшково.
2 ноября 1931 года к Петровскому с/с был присоединён Подосинковский с/с.
17 июля 1939 года к Петровскому с/с были присоединены селения Крутилово и Софьинское упразднённого Софьинского с/с.
14 июня 1954 года к Петровскому с/с был присоединён Тарасковский с/с.
22 июня 1954 года из Мартемьяновского с/с в Петровский были переданы селения Глаголево, Мишуткино, Свитино и Сырьево.
28 марта 1956 года из Сидоровского с/с Звенигородского района в Петровский с/с было передано селение Сумино.
21 мая 1959 года к Петровскому с/с были присоединены селения Зверево, Ожигово, Пахорка, Рассудово и посёлок Рассудово упразднённого Рассудовского с/с. Одновременно из Петровского с/с в Новиковский были переданы селения Алабино, Глаголево, Крутилово, Мишуткино, Свитино, Софьино и Сырьево.
29 августа 1959 года к Петровскому с/с были присоединены Алабинский и Мартемьяновский с/с.
30 декабря 1962 года Наро-Фоминский район был упразднён и Петровский с/с вошёл в Звенигородский сельский район.
26 августа 1963 года вновь образованный посёлок Селятино Петровского с/с был передан в административное подчинение дачному посёлку Алабино.
11 января 1965 года Петровский с/с был возвращён в восстановленный Наро-Фоминский район.
17 августа 1965 года из Петровского с/с в Новофёдоровский были переданы селения Белоусово, Голохвостово, Гуляево, Долгино, Зверево, Игнатово, Лисинцево, Малеевка, Новиково, Ожигово, Пахорка, Рассудово, Талызино, Фёдоровка, Хмырево и посёлок учхоза «Юрьевское».
16 августа 1966 года в Петровском с/с был образован посёлок Калининец.
23 июня 1988 года в Петровском с/с была упразднена деревня Крутилово.
3 февраля 1994 года Петровский с/с был преобразован в Петровский сельский округ.
25 марта 1998 года в Петровском с/о была образована деревня Новосумино.
8 декабря 1999 года в Петровском с/о была образована деревня Новоглаголево.
17 мая 2004 года из Петровского с/о в Новофёдоровский был передан посёлок Рассудово.
19 октября 2004 года в Петровском с/о посёлок Селятино был присоединён к деревне Селятино.
В ходе муниципальной реформы 2004—2005 годов Петровский сельский округ прекратил своё существование как муниципальная единица. При этом его населённые пункты были частью переданы в городское поселение Апрелевка, частью в городское поселение Калининец, а частью в городское поселение Селятино.
29 ноября 2006 года Петровский сельский округ исключён из учётных данных административно-территориальных и территориальных единиц Московской области.